# Боль
Боль — неприятное или мучительное ощущение, переживание физического или эмоционального страдания. 
Служит защитным сигналом реального или предполагаемого повреждения тканей или психологического неблагополучия; боль также может быть вызвана нарушениями в работе нервной системы.
Выступает одним из симптомов ряда заболеваний.

## Этимология слова
Слово «боль» является общеславянским по происхождению и обнаруживает родственные корни в индоевропейских языках: древневосточнонемецкое balo — «беда, болезнь»; древнеиндийское bhal — «мучить, умерщвлять»; готское balwjan — «мучить, терзать».

## Боль с точки зрения медицины
С точки зрения медицины, боль — это:
- вид чувства, своеобразное неприятное ощущение;
- реакция на это ощущение, которая характеризуется определённой эмоциональной окраской, рефлекторными изменениями функций внутренних органов, двигательными безусловными рефлексами, а также волевыми усилиями, направленными на избавление от болевого фактора;
- неприятное сенсорное и эмоциональное переживание, связанное с реальным или предполагаемым повреждением тканей, и одновременно реакция организма, мобилизующая различные функциональные системы для его защиты от воздействия патогенного фактора.

Также боль может вызываться действием химических веществ на тепловые рецепторы нервной системы. Например, этиловый спирт снижает порог чувствительности температурного рецептора с 42 до 34 градусов и при нормальной температуре появляется боль.
Длительная боль сопровождается изменением физиологических параметров (кровяное давление, пульс, расширение зрачков, изменение концентрации гормонов). Острая боль также сопровождается изменениями гемодинамики — связано это со стимуляцией симпато-адреналовой системы. Более того, по изменениям параметров симпато-адреналовой системы медик может понимать, насколько боль интенсивна (объективные параметры боли). Пример: во время хирургической операции под наркозом у пациента расширяются зрачки, учащается пульс, незначительно повышается АД (10–20 мм. рт. ст.); это говорит о том, что доза наркоза, введённая пациенту, недостаточна.
Существуют люди, у которых полностью отсутствует способность испытывать боль; такое наблюдается, например, при врождённой нечувствительности к боли с ангидрозом.

## Международное определение
Международная ассоциация по изучению боли (IASP) дала следующее определение понятию боль:

Боль — неприятное сенсорное и эмоциональное переживание, связанное с истинным или потенциальным повреждением ткани или описываемое в терминах такого повреждения.

То есть боль, как правило, — нечто большее, чем чистое ощущение, связанное с существующим или возможным органическим повреждением, поскольку обычно сопровождается эмоциональным переживанием.

## Виды боли

### По ощущениям больного
Боль бывает ноющая, тянущая; стреляющая; грызущая, пульсирующая; сверлящая; жгучая или холодящая; давящая снаружи; распирающая изнутри. 

### По локализации
- Поверхностная боль. Развивается при повреждении кожи, подкожных тканей, или слизистых оболочек. Поверхностные болевые рецепторы (ноцицепторы) оканчиваются чуть глубже кожи и благодаря высокой концентрации нервных окончаний предоставляют высокоточное, локализованное ощущение боли малой продолжительности.
- Внутренняя боль (глубокая). Возникает при повреждениях в мышцах, суставах, надкостницы. Внутренние ноцицепторы расположены в органах и во внутренних полостях. Их относительно небольшое количество в этих участках тела приводит к появлению более ноющей и продолжительной боли, по сравнению с соматической. Внутреннюю боль особенно тяжело локализовать. Некоторые внутренние органические повреждения вызывают отражённую боль, когда ощущение боли приписывается участку тела, который никак не связан с участком самого повреждения.
- Висцеральная боль. Возникает вследствие повреждения внутренних органов.
- Фантомная боль. Ощущение боли, возникающее в утраченной конечности или в конечности, которая не чувствуется с помощью обычных ощущений. Данное явление практически всегда связано со случаями ампутаций и паралича. Кроме фантомных болей, существует феномен фантомной конечности — не связанное с болью ощущение человеком утраченной конечности.

### По длительности
- Кратковременная (транзиторная) боль. Длится недолго, проходит самостоятельно, и в большинстве случаев не требует лечения.
- Острая боль. Возникает в результате повреждения ткани (при переломах, вывихах, растяжении, гематомах, ушибах и пр.) из-за раздражения периферических болевых рецепторов. Длится до 6 недель. Обычно хорошо поддаётся лечению.
- Подострая  боль.  Длится от 6 до 12 недель. При этом виде боли болевой синдром в основном обусловлен психологическим компонентом.
- Хроническая боль. Длится более 3 месяцев.  К ней относятся головные боли, мышечная, тазовая боль, невралгии и др. Причина диагностируется тяжелее, чем при острой боли. Могут появляться дополнительные симптомы: нарушение аппетита, сна, депрессия, нарушения  памяти и т.д. Болевой синдром превращается в самостоятельную болезнь[7].

### По ощущению относительно источника боли
- Локальная боль. Ощущается непосредственно в месте развития патологического процесса.
- Иррадиирующая боль. Распространяется из места патологического процесса в здоровые органы. Ощущается и в месте патологии, и в здоровых органах.
- Отражённая боль. Ощущается не в месте патологического процесса[8]. Один из самых известных примеров отражённой боли — сердечная ишемия (недостаточное содержание крови в сердечной мышце). Боль может ощущаться чуть выше грудной клетки, в левом плече, руке или даже в ладони.

### По механизму развития

#### Ноцицептивная боль
Самая часто встречающаяся (до 80 % случаев) боль. Вызывается повреждением тканей или органов. Связана с активацией периферических болевых рецепторов — ноцицепторов, расположенных практически во всех органах и тканях. Как правило, острая.
Ноцицептивная боль может быть соматической или висцеральной. 

##### Соматическая ноцицептивная боль
Определяется соматическими болевыми рецепторами, которые расположены в коже, подкожной клетчатке, надкостнице, эндосте и суставных капсулах, и др. Раздражение этих рецепторов вызывает острую или тупую локальную боль. 

##### Висцеральная ноцицептивная боль
Рецепторы висцеральной боли расположены в большинстве внутренних органов и  окружающих их соединительных тканях. Висцеральная боль, возникающая из-за с перерастяжения органа, не имеет четкой локализации, глубокая (внутренняя), а иногда пульсирующая. Может проецироваться на удалённые участки поверхности кожи. Висцеральная боль, возникающая из-за повреждения капсулы органа или глубоко расположенных соединительнотканных элементов, может быть более локализованной и острой.

#### Нейропатическая боль
По разным данным, составляет от 6,9 до 10% случаев. Вызвана повреждением нервной системы, из-за которого повышается активация путей проведения боли. Часто хроническая.
Нейропатическая боль (невралгия) делится на центральную (травма спинного мозга, инсульт, рассеянный склероз и др.) и периферическую (постгерпетическая невралгия, тригеминальная невралгия, и др.).
Клинические симптомы невропатической боли: гипералгезия (усиление болевой реакции на вредоносные стимулы), аллодиния (снижение болевого порога), гиперпатия (чрезмерная субъективная реакция на болевые и неболевые стимулы), сохраняющаяся в течение длительного времени, вторичная гипералгезия (распространение болевых ощущений за пределы тканевого повреждения).

##### Центральная нейропатическая боль
Центральные механизмы возникновения нейропатической боли: 
- Центральная сенситизация. Заключающаяся в повышении чувствительности ноцицептивных нейронов в центральной нервной системе (ЦНС) к нормальному или подпороговому афферентному импульсу.
- Эффект спраутинга. Заключается в проникновении отростков Аβ-волокон в С-волокна и приводит к тому, что неболевые (тактильные) импульсы, передающиеся Аβ-волокнами, воспринимаются как болевые. Это значительно увеличивает поток болевых сигналов в задний рог спинного мозга.
- Феномен накручивания (wind-up). В этом случае ответ нейронов на каждый последующий болевой импульс увеличивается даже если величина  импульса не меняется. Из-за этого развивается дефицит торможения, возникающий из-за гибели тормозных интернейронов вследствие эксайтотоксичности. После чего происходит уменьшение плотности рецепторов ГАМК в заднем роге спинного мозга.

##### Периферическая нейропатическая боль
Периферические механизмы возникновения нейропатической боли: 
- Спонтанная эктопическая активность в поврежденных нейронах, вызванная изменением структуры натриевых каналов в регенерирующих аксонах поврежденных нервов.
- Ппатологические взаимодействия между нервными волокнами (импульс, исходящий от нейрона с поврежденной миелиновой оболочкой, также возможно возникновение перекрестных разрядов в нейронах спинального ганглия с формированием так называемого порочного круга патологической импульсации).
- Развитие гиперчувствительности нейронов к катехоламинам,
- Симпатическое усиление боли.

#### Ноципластическая боль
Возникает из-за изменения ноцицепции, которая, несмотря на отсутствие явных признаков наличия повреждения или угрозы повреждения ткани, вызывает активацию периферических ноцицепторов, 
Главное отличие ноципластической боли от ноцицептивной и невропатической состоит в том, что при традиционном обследовании не удается установить причину боли или заболевания, которые могли бы объяснить её происхождение.
Ноципластическая боль обусловлена не первичной патологией соответствующего органа или системы, а  изменениями в ЦНС. Основные факторы, способствующие развитию этого вида боли: психологические, социальные факторы и эмоциональный стресс. В результате обычные неболевые стимулы начинают восприниматься как болевые. Классическим примером такой патологии является фибромиалгия.

#### Психогенная боль
Психогенную боль диагностируют в отсутствие органического заболевания или в том случае, когда последнее не может объяснить характер и выраженность болевого синдрома. Психогенная боль всегда имеет хронический характер и возникает на фоне психических расстройств: депрессии, тревоги, ипохондрии, истерии, фобии. У значительной части больных важную роль играют психосоциальные факторы (неудовлетворённость работой, стремление получить моральную или материальную выгоду). Особенно тесные связи существуют между хронической болью и депрессией.

### Боль при злокачественных опухолях
В апреле 2015 года в журнале Pain были опубликованы результаты исследования, проведённого под руководством доктора Дэвида Лэма из Университета Торонто. Исследователи попытались выяснить, почему у онкологических больных возникают сильные боли. Они пришли к выводу, что главным триггером является ген TMPRSS2, отвечающий за развитие некоторых агрессивных андрогензависимых опухолей.
TMPRSS2 находится на поверхности раковых клеток и может взаимодействовать с болевыми рецепторами. Была обнаружена чёткая корреляция: чем большее количество TMPRSS2 вступает в контакт с болевыми рецепторами, тем сильнее боль, причём количество TMPRSS2 чётко коррелирует с интенсивностью болей при злокачественном новообразовании.
Открытие, связанное с TMPRSS2, может привести к созданию новых лекарств для борьбы с болью у онкологических больных. Эти препараты будут подавлять экспрессию гена TMPRSS2 либо блокировать контакт с болевыми рецепторами.

### Патологическая боль
Патологическая боль — изменённое восприятие болевых импульсов в результате нарушений в корковых и подкорковых отделах центральной нервной системы.
Нарушения могут возникать на любом уровне ноцицептивной системы, а также при нарушении связи между ноцицептивными восходящими структурами и антиноцицептивной системой.

## Душевная боль
Душевная боль — это специфическое психическое переживание, не связанное с органическими или функциональными расстройствами. Зачастую сопутствует депрессии, душевному расстройству. 
Субъективное понимание душевной боли как таковой было подвергнуто сомнению в исследовании американских нейроучёных. С использованием функциональной МРТ были получены снимки, согласно которым нейрофизиологически душевная боль (боль от сепарации из социума) проявляется точно так же, как боль физического характера (от воздействия раздражителей на ноцицепторы, хеморецепторы, механорецепторы). Душевная боль проявлялась активацией лимбической системы — нейронов в передней части поясной извилины (pars anterior Gyrus cinguli).

## Физиологическая роль боли
Хотя боль неприятна, она является одним из главных компонентов защитной системы организма. Это важнейший сигнал о повреждении ткани и развитии патологического процесса, постоянно действующий регулятор гомеостатических реакций, включая их высшие поведенческие формы. Боль, однако, имеет только защитные свойства. При определённых условиях, являясь передатчиком сведений, боль сама становится частью патологического процесса, нередко более опасного, чем вызвавшее её повреждение.
Согласно теории интенсивности, предложенной Э. Дарвином и А. Гольдшейдером, боль не является специфическим физическим ощущением и не существует специальных рецепторов, воспринимающих только болевое раздражение. Появление чувства боли может вызываться раздражением любых типов рецепторов, если сила раздражения достаточно велика. Это нашло своё подтверждение в экспериментах последнего в начале XX века.
Согласно же теории специфичности, сформулированной М. Фреем, существуют специальные болевые рецепторы, характеризующиеся высоким порогом восприятия. Они возбуждаются только стимулами повреждающей интенсивности. Все болевые рецепторы не имеют специализированных окончаний. Они присутствуют в виде свободных нервных окончаний. Существуют механические, термические и химические болевые рецепторы. Они расположены в коже и во внутренних поверхностях, таких как надкостница или суставные поверхности. Глубоко расположенные внутренние поверхности слабо связаны с болевыми рецепторами, и поэтому ощущения хронической, ноющей боли передаются, если только органическое повреждение возникло непосредственно в этом участке тела. Эта теория в дальнейшем также нашла своё подтверждение.
По теории интенсивности считается, что болевые рецепторы не подстраиваются под внешние стимулы, однако в некоторых случаях активизация болевых волокон становится чересчур сильной, как если бы болевые стимулы продолжали возобновляться, что приводит к состоянию, которое называется повышенной болевой чувствительностью (гипералгезия). На самом деле встречаются люди с различным порогом болевой чувствительности, и это может зависеть от эмоциональных и субъективных особенностей психики человека.
Ноцицептивные нервы содержат первичные волокна малого диаметра, имеющие сенсорные окончания в различных органах и тканях. Их сенсорные окончания напоминают небольшие ветвистые кусты.
Два основных класса ноцицепторов, Aδ- и C-волоконные, пропускают соответственно быстрые и медленные болевые ощущения. Класс Aδ-миелинизированных волокон (покрытых тонким миелиновым покрытием) проводит сигналы со скоростью от 5 до 30 м/с и служит для пропускания сигналов быстрой боли. Этот тип боли чувствуется за одну десятую доли секунды с момента возникновения болевого стимула. Медленная боль, сигналы которой проходят через более медленные, немиелинизированные («оголённые») C-волокна, со скоростью от 0,5 до 2 м/с, — это ноющая, пульсирующая, жгучая боль. Химическая боль (будь то отравление через пищу, воздух, воду, накопление в организме остатков алкоголя, наркотиков, медицинских препаратов или радиационное заражение и т. д.) — это пример медленной боли.

## Другие точки зрения
Изучение боли в последние годы распространилось в различных областях от фармакологии до психологии и нейропсихиатрии. Невозможно было раньше даже представить, что фруктовые мушки станут использоваться как объект для фармакологических исследований боли. Некоторые психиатры пытаются также использовать боль для нахождения неврологической «замены» человеческому осознанию, поскольку боль имеет множество субъективных психологических моментов кроме чистой физиологии.
Мозг сам по себе лишён ноцицептивных тканей и поэтому не может чувствовать боли. Таким образом, головная боль никак не может возникать в самом мозге. Некоторые предполагают, что мембрана, окружающая мозг и спинной мозг, которая называется твёрдой мозговой оболочкой, снабжена нервами с болевыми рецепторами, и происходит стимуляция эпидуральных (относящихся к твёрдой мозговой оболочке) ноцицепторов, и они, вероятно, могут быть вовлечены в «производство» головной боли.
Существует классификация болей (Hains B. C., 2007; Tyrer S., 2006; Basbaum A.I., Bushnell M.C., 2009) по значению, по происхождению, по локации и по длительности.
В поведенческой психологии рассматриваются «сенсорный» и «психологический» компоненты боли. Поведенческая теория боли и метод её лечения разработал Уилберт Фордайс в 1976 году. Он отождествил «сенсорную» боль с респондентным поведением и «психологическую» боль с оперантным поведением.
Как физиологические, так и когнитивные теории в психологии считают «сенсорный» и «психологический» компоненты боли работой внутренних механизмов, где «сенсорная» боль — процесс низкого или периферического уровня, а «психологическая» боль — процесс высокого или центрального уровня. Внутреннее взаимодействие между этими двумя уровнями боли в физиологических и когнитивных теориях объясняются по-разному.

## Лечение боли
Прежде чем начинать лечение, необходимо чётко определить причину боли, так как боль выполняет сигнальную функцию, указывая на наличие физического заболевания или психологических проблем:7. Поиск и устранение причины во многих случаях позволяет избавиться от самой боли. Однако в ряде случаев (в частности если боль хронизируется, утрачивая свою сигнальную функцию) приходится применять те или иные методы лечения боли, не позволяющие воздействовать на причины расстройства. Болевые синдромы можно лечить с помощью медикаментозных средств, различных методов психотерапии, тех или иных методов психологической саморегуляции, физиотерапии и рефлексотерапии.
При хронической боли её медикаментозное лечение часто оказывается малоэффективным и в качестве дополнения к лечению самого заболевания может использоваться психотерапия (например, при артрите, ревматизме, невралгии, раке, последствиях спинальной травмы и др.):183.
Среди медикаментозных болеутоляющих средств выделяют вещества преимущественно центрального действия и вещества преимущественно периферического действия. К первым относят опиоидные (наркотические) анальгетики: морфин, промедол, фентанил, бупренорфин, буторфанол и др.; неопиоидные средства центрального действия с анальгетической активностью: клофелин, карбамазепин, кетамин, мемантин, ламотриджин, азота закись, димедрол, баклофен, верапамил, нимодипин, габапентин, парацетамол и др.; анальгетики смешанного механизма действия (опиоидного и неопиоидного): трамадол. К веществам преимущественно периферического действия относят диклофенак, ацетилсалициловую кислоту, ибупрофен, анальгин, кеторолак, мелоксикам, целекоксиб и др.:146—147 В качестве болеутоляющих средств могут также применяться антидепрессанты — преимущественно в комплексной терапии боли (в дополнение к анальгетикам):149,151.
При лечении боли могут использоваться такие методы психотерапии, как поддерживающая психотерапия, рациональная психотерапия, когнитивно-поведенческая психотерапия, личностно-ориентированная (реконструктивная) психотерапия, гуманистическая и сомато-ориентированная (телесно-ориентированная психотерапия, гештальт-терапия и т. п.) психотерапия, гипнотерапия:164. Психотерапия может играть важную роль в лечении боли по той причине, что боль — явление в значительной мере субъективное, имеющее психологический компонент; само ожидание боли влияет на её восприятие, и эмоциональные стрессы во многих случаях воздействуют на проявления болезни:163—164,183. Психотерапию можно применять в качестве монотерапии при психогенной боли; в случаях же, когда боль имеет соматогенную или неврогенную природу, психотерапия может использоваться в качестве дополнения к лекарственной терапии:171.
Кроме того, могут применяться те или иные методы самовнушения: произвольное самовнушение по Э. Куэ, прогрессивная мышечная релаксация по Э. Джекобсону, аутогенная тренировка по И. Шульцу:166 и другие виды самогипноза:200—208; может также применяться постизометрическая релаксация:153—154.
При применении физиотерапии или рефлексотерапии выбор оптимального способа лечения зависит в значительной мере от причины болевого синдрома. Могут использоваться такие меры лечения боли, как лечебная физкультура, массаж, тепловые процедуры, водолечебные процедуры (души, ванны), суховоздушные ванны типа сауны, иглоукалывание, диадинамические и синусоидальные модулированные токи, ультрафиолетовое облучение в эритемных дозах, низкочастотные магнитные поля, УВЧ-терапия, ультразвук, ультрафонофорез анальгина, трилона Б или гидрокортизона, электрофорез анальгетиков, витаминов B, прозерина или преднизолона, лазеро- и магнитолазеротерапия, дарсонвализация, гальванический ток, электросон, баротерапия, оксигенобаротерапия:219—231.

## Нечувствительность к боли
Некоторые животные нечувствительны к боли. К ним относятся, например, голые землекопы. Клетки их кожи лишены нейротрансмиттера, известного как «вещество Р», которое отвечает за передачу болевых импульсов в центральную нервную систему, поэтому они не чувствуют порезов и ожогов; однако после инъекции нейротрансмиттера у них на некоторое время появляются болевые ощущения.